# 甘油磷脂

甘油

甘油磷脂(Phosphoglyceride)

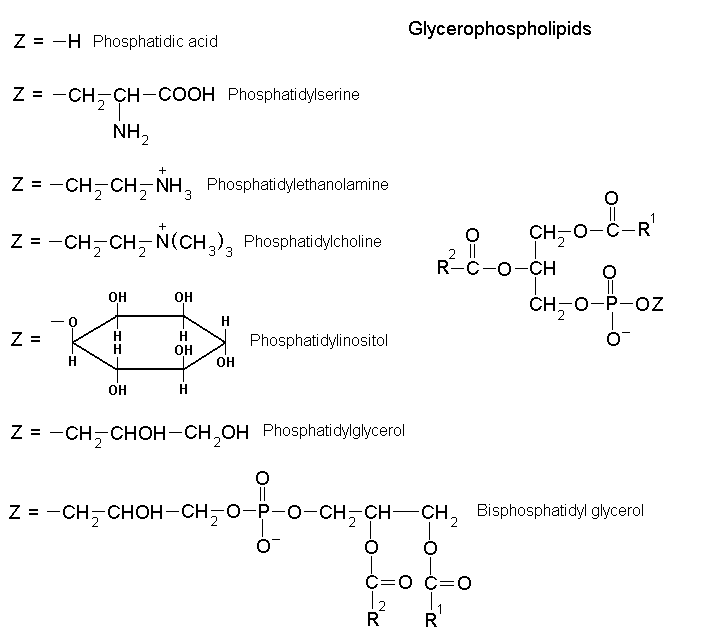

甘油磷脂（Phosphoglyceride或Glycerophospholipid）是由甘油构成的磷脂，其分子结构中甘油的1号和2号位羟基均被脂酰基取代，3号位羟基则为含磷基团所取代。是一种两性分子。它们是生物膜的主要组成成分。

## 结构
术语甘油磷脂表示甘油磷酸的任何衍生物，其包含至少一个与甘油官能团部分(moiety)连接的O-酰基或O-烷基或O-烷基-1'-烯基残基。
这里的醇是甘油，其中两个脂肪酸和一个磷酸作为酯连接。连接到甘油分子上的两条脂肪酸链是非极性的，因此是疏水性的，而极性头部主要由磷酸酯基团连接到甘油分子的第三个碳是亲水的。这种双重特征导致甘油磷脂的两亲性质。它们通常组织成双层膜，极性亲水头向外粘附于水环境，而非极性疏水尾巴向内指向。

## 甘油磷脂的例子
常见的甘油磷脂有：磷脂酰胆碱、磷脂酰肌醇、磷脂酰丝氨酸、磷脂酰乙醇胺和双磷脂酰甘油等。

## 参阅
- 生物膜
- 磷脂